# Carinodes havanensis
Carinodes havanensis är en stekelart som först beskrevs av Cameron 1906.  Carinodes havanensis ingår i släktet Carinodes och familjen brokparasitsteklar. Inga underarter finns listade.